# عزرا بيززانجتون
عزرا بيززانجتون (بالإنجليزية: Ezra Buzzington)‏ هو ممثل أمريكي، ولد في 7 أبريل 1957 في الولايات المتحدة.

## أعمال

### أفلام
- (1999) ماغنوليا
- (1999) نادي القتال[3]
- (2000) أنا - نفسي وآيرين[4]
- (2001) عالم أشباح
- (2006) العظمة
- (2008) ميرورز[5]
- (2011) الفنان

### مسلسلات
- ذا ميدل
- عقول إجرامية
- كيف قابلت أمكما

## وصلات خارجية
- عزرا بيززانجتون على موقع IMDb (الإنجليزية)
- عزرا بيززانجتون على موقع قاعدة بيانات الأفلام العربية
- عزرا بيززانجتون على موقع ألو سيني (الفرنسية)
- عزرا بيززانجتون على موقع أول موفي (الإنجليزية)
- عزرا بيززانجتون على موقع قاعدة بيانات الأفلام السويدية (السويدية)
- عزرا بيززانجتون على موقع قاعدة بيانات الفيلم (الإنجليزية)
- عزرا بيززانجتون على موقع كينوبويسك (الروسية)